# John Morris (pirata)
John Morris (1663 – 1672) apellidado ocasionalmente "Morrice" fue un bucanero inglés activo en el Caribe durante la década de 1660 y principios de la de 1670. Su hijo, John Morris el Joven, ocupó el mando de su propio barco durante las posteriores expediciones de su padre contra Portobelo y Maracaibo . John Morris el Joven fue uno de los comandantes muertos en una explosión durante una fiesta a bordo del buque insignia de Henry Morgan en 1670.

## Biografía
Sirvió con el almirante del corsario Christopher Myngs durante su campaña contra España en las Indias Occidentales a principios de la década de 1660, allí conocería y se asociaría con muchos futuros corsarios prominentes de la época.
Morris, uno de los primeros bucaneros que participaron en las expediciones contra los bastiones españoles en México y Nicaragua a fines de 1663 y principios de 1664, navegó con Henry Morgan, David Marteen, el Capitán Jackman, el Capitán Kelly y el Capitán Freeman contra los bastiones españoles en el Caribe bajo las comisiones de corso otorgadas por el entonces gobernador Thomas Modyford .
Al llegar frente a la costa de México, Morris y los demás anclaron sus barcos en la desembocadura del río Grijalva y procedieron a marchar 50 millas tierra adentro hasta la capital de la provincia de Tabasco, Villahermosa, tomando completamente por sorpresa al bastión español. Al regresar a la costa, la flota había sido capturada por una patrulla española y, robando dos barcas y cuatro canoas indias, Morris y los demás navegaron hacia el sur saqueando un pueblo antes de llegar a lo que hoy es Trujillo, Honduras. Robaron un barco anclado en el puerto de la ciudad, finalmente escondieron el barco capturado en la desembocadura del río San Juan y viajaron casi 100 millas río arriba hasta el lago Cocibolca, en Nicaragua, donde asaltaron la ciudad de Granada antes de regresar a Port Royal, Jamaica en noviembre. 1665.
En 1670, Morris se encontró con el pirata portugués Manuel Ribeiro Pardal, que durante mucho tiempo había estado asaltando barcos con una carta de marca de España, y abordó su barco, San Pedro y La Fama, mientras navegaba frente a la costa norte de Cuba. Muchos miembros de su tripulación fueron asesinados por la tripulación de Morris después de saltar por la borda presa del pánico, y el propio Pardal recibió un disparo en el cuello.
Morris más tarde serviría bajo Morgan en sus incursiones posteriores contra Portobelo, Maracaibo y Panamá en enero de 1671, con él y Lawrence Prince liderando el asalto. A su regreso a Port Royal luego de la incursión en Panamá, el recién nombrado gobernador Sir Thomas Lynch arrestó a Morgan cuyo ataque, aunque encargado por el exgobernador Thomas Modyford, había tenido lugar luego del tratado de paz recientemente firmado entre Inglaterra y España. Aparentemente no sujeto a arresto, Morris recibió el mando de la fragata Lilly y fue comisionado como cazador de piratas con instrucciones explícitas de arrestar a los corsarios que continuaran con los actos de piratería contra España.
En enero de 1672, partió de Port Royal con el HMS Assistance al mando del mayor William Beeston y navegó hacia la ciudad de La Habana en busca de corsarios. Durante el viaje, como se describe en el cuaderno de bitácora de Beeston, Morris fue un hábil piloto que ayudó mucho a Beeston y a otros capitanes británicos que no estaban familiarizados con las aguas del Caribe. Durante el viaje de seis semanas, la expedición capturó con éxito la antigua balandra Charity de Marteen, ahora bajo el mando del capitán Francis Witherborn, y el Mary bajo el mando del capitán Du Mangles, trayendo de vuelta un total de cuarenta y tres prisioneros.
Para ese septiembre, Lynch había enviado nuevamente a Morris a cazar corsarios deshonestos que estaban acosando a los españoles. En particular, debía cazar a Jelles de Lecat (conocido como "Capitán Yellows"); Morris había salido con misión de cazar a Lecat en 1670 cuando se encontró con Pardal. En cambio, Morris se unió a los hombres de la bahía en el transporte de palo de Campeche, lo que resultó más seguro y rentable que el corso: "Capitán. Wells, en el Civilian of Jamaica from Triste in the Bay of Campeachy, con destino a New England, informa... que el Capitán. Morrice en el Lilly, un difunto pirata indultado por Sir Thos. Lynch y fingió ser enviado contra los amarillos, un último corsario se sublevó con los españoles, pero nunca intentó perseguirlo aunque en Villa de Mors a 70 leguas de él, pero ha cargado su fragata con palo campeche

## En la cultura popular
- Age of Pirates 2: City of Abandoned Ships (videojuego de 2009) presenta a un personaje llamado John Morris que vive en Puerto España .